# Qaraqoški zaštitni odbor
Qaraqoški zaštitni odbor, također znan i pod imenom Sigurnosne snage Ninivske ravnice, naoružana milicija koju su stvorili Asirci koji žive u gradu Bahdidi u iračkome Ninivskom guverneratu. Stvorena je 2004. godine. Organizirana je preko mjesnih crkvi. Uskoro potom su slali ljudstvo na nadzorne točke i zatim radili s iračkom policijom.

## Povijest
Islamistički fundamentalisti strahovito proganjaju Asirce u Iraku poslije Sadama Huseina, posebice od izbijanja rata u Iraku 2003. godine. Do ranog kolovoza 2004. ove su progone činili bacanja bombi u crkve, te fundamentalističko nametanje muslimanskih pravila života asirskim kršćanima, poput zabrane alkohola, prisiljavanje žena nositi hidžab i sl. Nasilje nad ovom kršćanskom zajednicom dovelo je do zbjega skoro pola zajednice. Asirci čine 5 postotaka iračkog stanovništva, ali čine čak 40% iračkih izbjeglica koji su zastali u Siriji, Jordanu, Libanonu i Turskoj, kako kažu Ujedinjeni narodi.
Koordinator Qaraqoškog zaštitnog odbora Sabah Behnem rekao je da su skrivene nakane inozemaca, od sunita iz Al-Quaide to šijita u Iranu "stoje iza napora za raseljavanje iračkih kršćana."
12. listopada 2010. Qaraqoški zaštitni odbor je u koordinaciji s kurdskim snagama sigurnosno-obavještajnoga Asayîşa, zarobio jednog od čelnika Al-Quaide Alija Muhammada Idrisa Sadeqa u gradiću Qaraqoshu (Bahdidi).
Qaraqoški zaštitni odbor reorganizirao se nakon što je ISIL lipnja 2014. u ofenzivi na Ninivsku ravnicu zauzeo istu. Danas se zove Sigurnosne snage Ninivske ravnice i blisko surađuje s iračko-kurdskim pešmergama i vladinim Asajišem.
Danas su čelnici Sarkis Aghajan Mamendo i Sabah Behnem. Sjedište je u Bahdidi (Qaraqoshu). Djeluju na području Ninivskog guvernerata. Imaju 1200 pripadnika. Dio su Kaldejskog sirjačkog asirskog narodnog vijeća (Motwe).
U savezu su s Oružanim snagama Republike Iraka, Pešmergama, kurdskom sigurnosno-obavještajnom organizacijom kurdske regionalne vlade Asayîşom i Zaštitnim snagama Ninivske ravnice. Ratuju protiv iračke Al-Quaide i Islamske države Iraka i Sirije.